# Приволье (Краснослободский район)
Приволье — посёлок Краснослободского района Республики Мордовия в составе Старосиндровского сельского поселения.

## География
Находится на правом берегу реки Сивинь на расстоянии примерно 16 километров по прямой на восток от районного центра города Краснослободск.

## История
Основан в 1924 году переселенцами из села Старое Синдрово. В 1931 году в нём было учтено 26 дворов.

## Население
Постоянное население составляло 41 человек (мордва-мокша 93 %) в 2002 году, 21 в 2010 году.